# Hauptstadtfrage Niederösterreichs

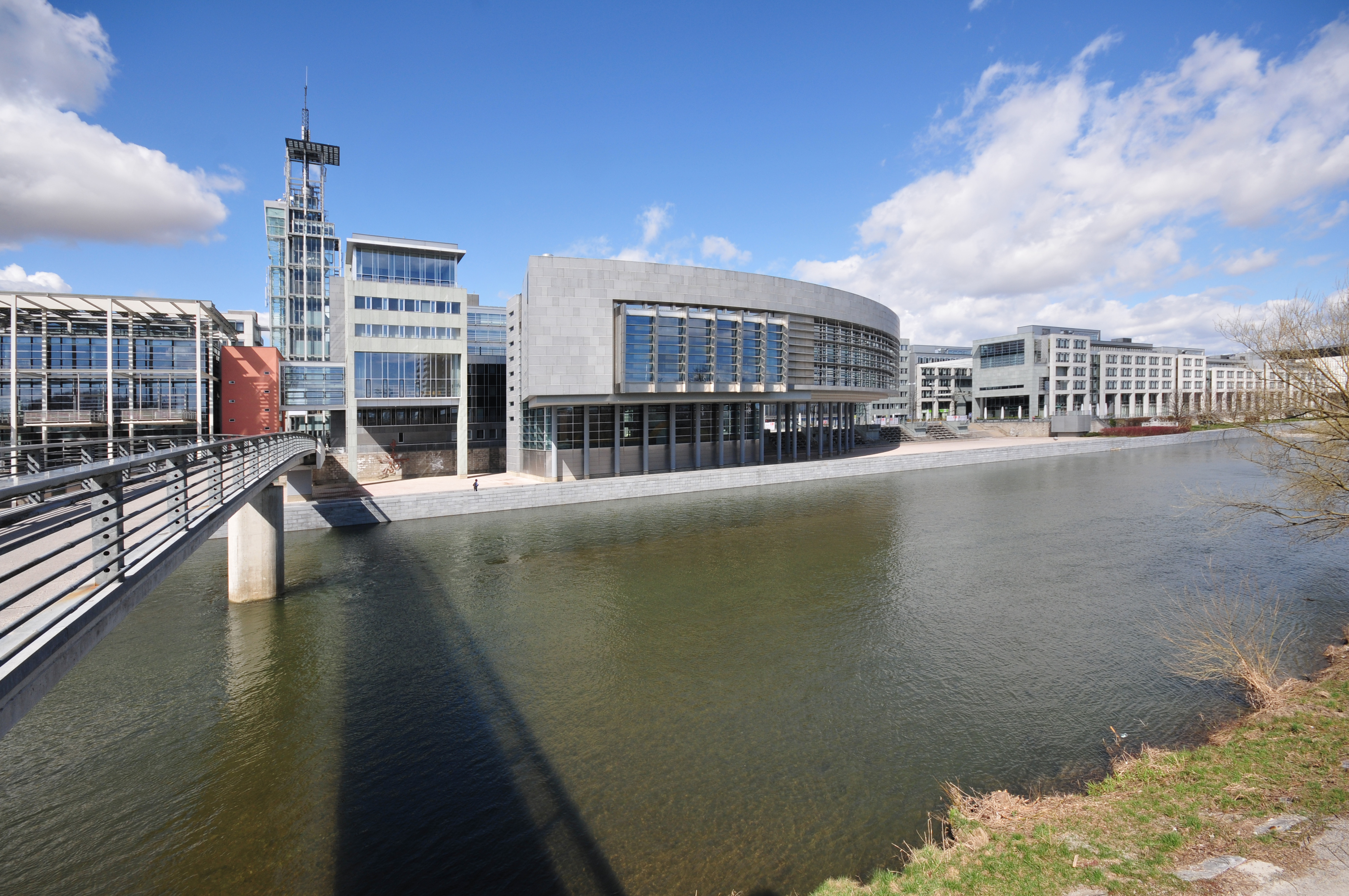
Nach der Klärung der Hauptstadtfrage bekam St. Pölten einen neuen Stadtteil: das Landhausviertel.

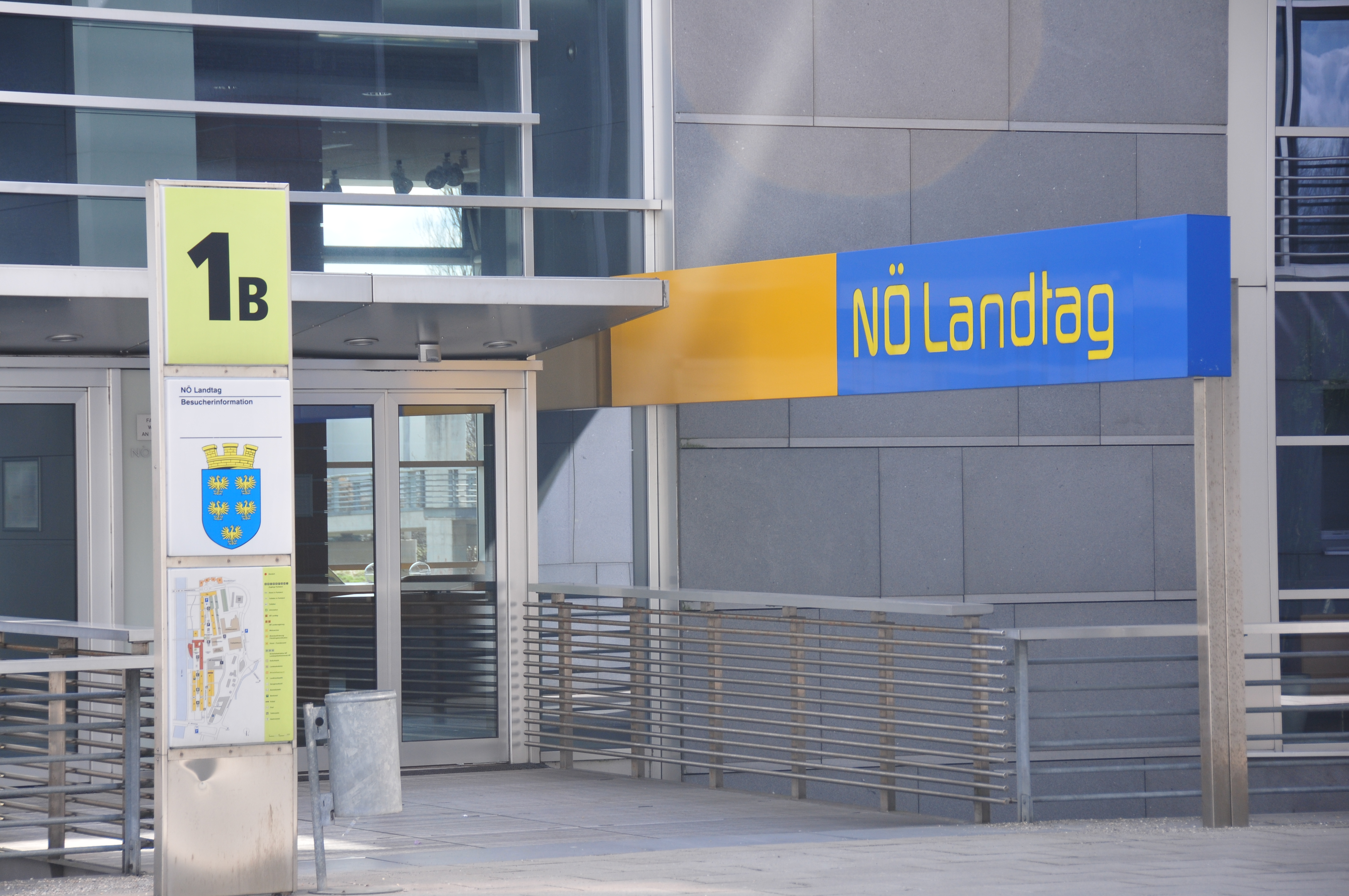
Eingang zum Landhaus

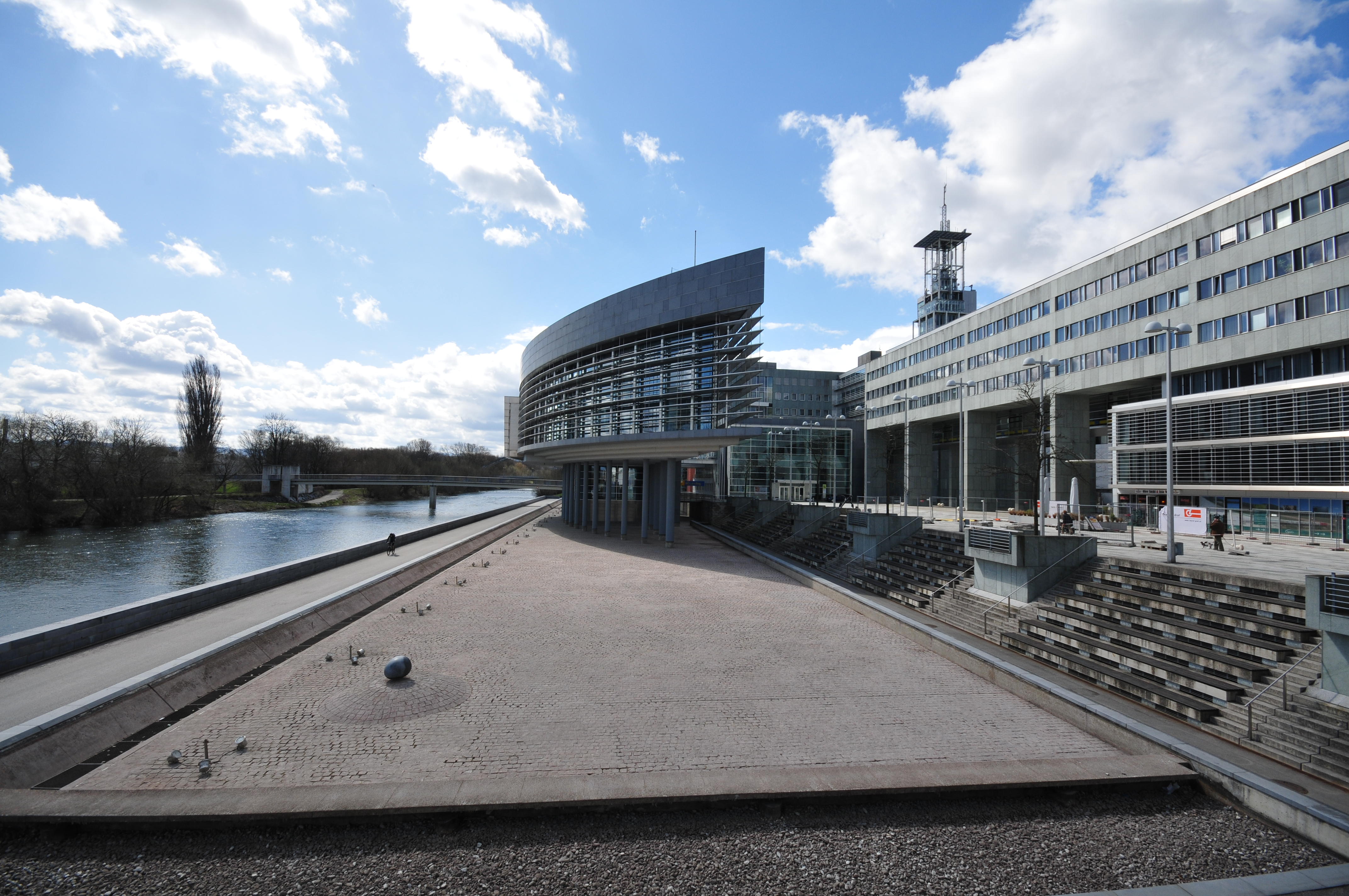
Ansicht von Norden

Bei der Niederösterreichischen Hauptstadtfrage handelte es sich um die Frage, ob Wien nach der Trennung vom Bundesland Niederösterreich Sitz der niederösterreichischen Landesregierung bleiben sollte oder ob eine Stadt auf dem Gebiet des Bundeslandes zur Hauptstadt gemacht werden sollte. 1986 wurde die Hauptstadtfrage per Volksbefragung entschieden, wonach St. Pölten Landeshauptstadt wurde.
Der Landtag von Niederösterreich legte verschiedene Berechnungen vor, die Verluste für das Landesbudget von bis zu 50 % bescheinigten. Es besteht eine Konkurrenzsituation einerseits zwischen der Großstadt Wien und den Städten im Land Niederösterreich sowie zwischen Wien und den umliegenden Wohngemeinden, die sich auf niederösterreichischem Boden befinden. Auch die politische Situation spielte eine Rolle, da Niederösterreich seit 1945 ein von der ÖVP dominiertes Bundesland ist, während Wien von der SPÖ regiert wird.

## Vorgeschichte
Wien war seit dem Mittelalter Zentrum und Sitz der Regierungsbehörden von Niederösterreich. Vor dem Ersten Weltkrieg bestanden Überlegungen, Wien zur reichsunmittelbaren, keinem Kronland unterstehenden Stadt zu erheben. Für diesen Fall plante der Statthalter von Niederösterreich, Erich von Kielmansegg, der zuvor die Vergrößerung Wiens stark unterstützt hatte, die am linken Donauufer dem damaligen Wien gegenüber gelegene Gemeinde Floridsdorf, die 1894 auf sein Betreiben zur Großgemeinde angewachsen war, zur Hauptstadt Niederösterreichs vorzuschlagen. Der Plan wurde gegenstandslos, als Wien sich unter Bürgermeister Karl Lueger 1904 mit Floridsdorf, das unter Geldmangel litt, über dessen Eingemeindung einigte (eine vorherige Möglichkeit der Eingemeindung war seitens Wien Anfang der 1890er Jahre abgelehnt worden); sie trat 1905 in Kraft.
Nach dem Zerfall Österreich-Ungarns war die österreichische Hauptstadt im Staat Deutschösterreich zunächst weiterhin Teil des Bundeslandes Niederösterreich. Dies warf nun allerdings Probleme auf: Das dicht bevölkerte, stark sozialdemokratisch orientierte Wien stellte bei allgemeinem Wahlrecht für Frauen und Männer im Niederösterreichischen Landtag mehr Abgeordnete als die vier traditionellen, mehrheitlich christlichsozial orientierten Landesviertel. 1919 wurde der Sozialdemokrat Albert Sever zum niederösterreichischen Landeshauptmann gewählt. Außerdem vereinigte Alt-Niederösterreich die Hälfte der Bevölkerung der Republik in seinen Landesgrenzen, was von den anderen damals sechs Bundesländern als Übermacht empfunden wurde.
Die beiden führenden Parteien waren sich daher bald darüber einig, dass Wien aus Niederösterreich herauszulösen und als eigenes Bundesland zu konstituieren sei. Dies geschah mit der von der Nationalversammlung am 1. Oktober 1920 beschlossenen Bundesverfassung, die am 10. November 1920 in Kraft trat. An diesem Tag beschloss Wien als Gemeinde und Bundesland seine eigene Stadtverfassung. Die Aufteilung des Eigentums Alt-Niederösterreichs auf Wien und Niederösterreich ohne Wien dauerte noch ein Jahr und wurde im Dezember 1921 mit dem in beiden neuen Ländern gleichlautend beschlossenen Trennungsgesetz fixiert. Ende Dezember 1921 wurde auch die theoretisch noch gültige gemeinsame Übergangs-Landesverfassung mit dem (nicht in Wirksamkeit getretenen) gemeinsamen Landtag aufgehoben.
Das Trennungsgesetz sah vor, dass der Sitz von Landesregierung und Landtag Niederösterreichs im traditionellen Landhaus in der Wiener Herrengasse verbleibt. Auf Grund der schlechten wirtschaftlichen Situation dachte niemand daran, am Sitz der niederösterreichischen Landesregierung und -verwaltung in Wien zu rütteln.
Wieder aufgeworfen wurde die Hauptstadtfrage dann im Jahr 1928. In der Zeit des Nationalsozialismus wurde Krems an der Donau 1938 zur Gauhauptstadt deklariert. Auf Grund des 1939 begonnenen Kriegs hatte dies keine praktischen Auswirkungen.
Ab den 1960er Jahren kamen vor allem auf Grund von Raumplanungs-Studien wieder Diskussionen auf. Um einer Landflucht nach Wien zu begegnen, sollte im Zentralraum Sankt Pölten ein Landeszentrum geschaffen werden. Aber auch andere Städte wurden als möglicher Sitz der niederösterreichischen Regierung genannt: Korneuburg, Klosterneuburg und Mödling. Unter Landeshauptmann Andreas Maurer war es vor allem die ÖVP, die diese Ideen weiter verfolgte, während sie von der SPÖ unter dem aus Ternitz, also dem südlichen Industrieviertel, kommenden Landeshauptmannstellvertreter Hans Czettel strikt abgelehnt wurden. So wurden die Pläne 1975 wieder einmal zu den Akten gelegt.
Nachdem Siegfried Ludwig die ÖVP-Mehrheit bei den Landtagswahlen 1983 ausgebaut hatte, wurde die Hauptstadtfrage wieder aktualisiert. Auch die von Ernst Höger geführte SPÖ gab ihre strikte Ablehnung auf.
Als Problem für die Proponenten einer neuen Hauptstadt ergab sich, dass die Bewohner des bevölkerungsreichen Wiener Beckens zwischen Wien und Wiener Neustadt von einer Hauptstadt im Westen (Krems oder St.Pölten) in Hinblick auf Behördenwege und berufliches Pendlertum Nachteile zu erwarten hatten. Dieses Legitimationsproblem wurde durch direkte Demokratie gelöst.

## Volksbefragung
1984 wurde vom damaligen Landeshauptmann Siegfried Ludwig eine Volksbefragung mit dem Slogan Ein Land ohne Hauptstadt ist wie ein Gulasch ohne Saft initiiert, die die endgültige Klärung der Frage bringen sollte. Bei dieser Konsultation der Bürger am 1. und 2. März 1986 wurden zwei Fragen gestellt:
- Einerseits ging es um eine grundsätzliche Entscheidung für oder gegen eine eigene Landeshauptstadt: Sie wurde von 56 % der Teilnehmer bejaht.
- Zugleich wurde die Rangordnung zwischen einzelnen Städten erfragt, wodurch in gewissem Maße der Lokalpatriotismus selbst chancenloser Mitbewerber für ein grundsätzliches Ja gewonnen werden konnte.

Die Stimmenmehrheit fiel, wie aus demographischen und politischen Gründen zu erwarten war, auf Sankt Pölten (45 %), welches sich damit vor Krems (29 %) platzierte. Die Städte im Wiener Umfeld Baden (8 %) und Tulln (5 %) waren chancenlos, und Wiener Neustadt (4 %), für dessen Bewohner die Hauptstadtgründung im Westen des Landes eine echte Verschlechterung darstellte, landete am letzten Platz der auf dem Stimmzettel vorgegebenen Städte (bei den von Hand eingetragenen erzielte Herzogenburg mit 0,5 % das beste Ergebnis). Die Gesamtzahl der an der Befragung Teilnehmenden betrug 61,3 % der etwa 1,2 Millionen Wahlberechtigten, eine für direktdemokratische Sachvoten ungewöhnlich hohe Zahl.

## Beschlussfassung und Durchführung
Am 10. Juli 1986 wurden vom Landtag die entsprechenden Beschlüsse gefasst, und bald darauf begannen die Bau- und Übersiedlungsarbeiten in der neuen Hauptstadt.
In Sankt Pölten wurde das Regierungsviertel auf der grünen Wiese neu errichtet. Um 1996 war die komplette Verwaltung übersiedelt. Das Landhaus in der Wiener Herrengasse ist nach wie vor im Besitz des Landes Niederösterreich; das mit dem Auszug der Landesämter aufgelebte Hälfteeigentum der Stadt Wien (siehe hier) wurde von Niederösterreich abgelöst. Im Landhaus hat sich das Bundesministerium für europäische und internationale Angelegenheiten (vorm. Außenministerium) mit Büros eingemietet, außerdem sind Veranstaltungsräume verfügbar, die Niederösterreich auch selbst immer wieder nützt.
Die Übersiedlung der Landesregierung in das Landhausviertel in Sankt Pölten löste auch die Übersiedlung diverser für das Bundesland zuständiger Bundesdienststellen und der Landesdirektionen von Privatunternehmen aus.